# Březová (Meziměstí)
Březová (deutsch Birkigt, früher Birkicht) ist ein Ortsteil der Stadt Meziměstí in Tschechien. Er liegt zwei Kilometer südlich von Meziměstí und gehört zum Okres Náchod.

## Geographie
Březová befindet sich am nordwestlichen Fuß des Falkengebirges (Broumovské stěny) in der Broumovská kotlina (Braunauer Becken). Das Dorf liegt an einem rechten Zufluss zum Vernéřovický potok. Im Osten und Süden wird Březová weiträumig von der Bahnstrecke Choceň–Meziměstí umfahren; die Bahnstation Březová u Broumova, liegt südwestlich über dem Dorf im Wald. Nordöstlich erhebt sich der Březový kopec (Birkenberg, 456 m n.m.), im Südosten der Honský Špičák (Spitzberg, 652 m n.m.), südlich die Příkrá stráň (Schindellehne, 601 m n.m.) und der Prostřední vrch (Hemmhübel, 573 m n.m.), im Westen der Mračný vrch (Friedstock, 587 m n.m.) und der Nad Studánkou (Braunsche Lehne, 624 m n.m.) sowie nordwestlich die Buková hora (Buche, 638 m n.m.).
Nachbarorte sind Vernéřovice im Norden, Alpská Víska (Alpendörfel) und Bělidlo (Bleiche) im Nordosten, Jetřichov im Osten, Lesní Domky (Buschhäuser) im Südosten, Hony, Pěkov und Končiny im Süden, Lachov und Bohdašín im Südwesten, Nový Dvůr und Na Písníku im Westen sowie Zdoňov im Nordwesten.

## Geschichte
Das Dorf wurde 1558 durch den Braunauer Abt Johann III. von Chotow in der sandigen Ebene am Fuße des Birkenberges gegründet, die ersten zwölf Siedlerfamilien stammten aus Braunau.
Im Jahre 1833 bestand das im Königgrätzer Kreis gelegene Dorf Birkicht, auch Bürgicht bzw. Březowa genannt, aus 38 Häusern, in denen 232 Personen lebten. Haupterwerbsquelle bildeten die Landwirtschaft und Handweberei. Im Ort gab es ein Wirtshaus in der Scholzerei. Birkicht war nach Wernersdorf eingepfarrt und eingeschult. Bis zur Mitte des 19. Jahrhunderts blieb das Dorf der Stiftsherrschaft Braunau untertänig.
Nach der Aufhebung der Patrimonialherrschaften bildete Birkicht/Březová ab 1849 einen Ortsteil der Gemeinde Dittersbach im Gerichtsbezirk Braunau. Am 16. März 1863 brachten die Gemeindeglieder von Birkicht beim Landtag des Königreiches Böhmen eine Eingabe um Ausscheidung aus dem Gemeindeverbande mit Dittersbach ein. 1868 wurde das Dorf dem Bezirk Braunau zugeordnet. Am 29. August 1868 stimmte der Landtag der Konstituierung der Gemeinde Birkicht zu. Zwischen 1873 und 1875 erfolgte der Bau der Bahnstrecke Chotzen–Halbstadt, die auf diesem Trassenabschnitt vom Tal der Mettau ins Steinetal führt und zwischen Bodisch und Birkicht das Falkengebirge überquert. Über dem Birkichter Tal wurde ein Haltepunkt errichtet. Die Eisenbahnverbindung bot auch gute Voraussetzungen zur Gründung von kleineren Fabriken; Birkicht wurde zu einem Zentrum der Rolloproduktion. Der Unternehmer Anton Rosenberg erfand eine Vorhangselbstrollvorrichtung und begann zum Ende des 19. Jahrhunderts mit der Produktion dieser neuartigen Rollos. Zum Ende des 19. Jahrhunderts wurde der Gemeindename in Birkigt abgeändert. Der wirtschaftliche Aufschwung führte zur Errichtung eines k.k. Postamtes, das die Bezeichnung Birkigt-Bodisch erhielt. 1885 hatte Birkigt 270 durchweg deutschsprachige Einwohner; im Jahre 1900 waren 233, darunter sechs Tschechen. In dem Dorf entstanden außer dem Rolloproduzenten Rosenberg-Meier die Firmen Hugo Burkert, die Kinoleinwände fertigte, und die Großtischlerei Josef Seidel; zugleich kam die Hausweberei gänzlich zum Erliegen. Im Jahre 1913 lebten 258 Personen in Birkigt, davon waren 256 Deutsche. 1920 hatte das Dorf 255 Einwohner; zehn Jahre später waren es 213, darunter neun Tschechen (zwei Familien). In der Mitte der 1930er Jahre entstand an der Nordflanke des Falkengebirges eine leichte Bunkerlinie des Tschechoslowakischen Walls. Nach dem Münchner Abkommen wurde Birkigt im Herbst 1938 dem Deutschen Reich zugeschlagen und gehörte bis 1945 zum Landkreis Braunau. 1939 hatte die Gemeinde 201 Einwohner. Nach dem Ende des Zweiten Weltkrieges kam Březová zur Tschechoslowakei zurück und die deutsche Bevölkerung wurde vertrieben. Im Zuge der Gebietsreform von 1960 erfolgte die Aufhebung des Okres Broumov, seitdem gehört Březová zum Okres Náchod. 1961 erfolgte die Eingemeindung von Vernéřovice. Am 1. Juli 1985 wurde Březová zusammen mit Vernéřovice nach Meziměstí eingemeindet. 1991 hatte Březová 159 Einwohner. Im Jahre 2001 bestand das Dorf aus 42 Wohnhäusern und hatte 145 Einwohner.

## Ortsgliederung
Der Ortsteil Březová bildet den Katastralbezirk Březová u Broumova. Březová ist vom übrigen Stadtgebiet durch die Gemarkungen von Jetřichov und Vernéřovice abgetrennt.

## Persönlichkeiten

### Söhne und Töchter des Ortes
- Anton Rosenberg (1847–1941), Unternehmer und Erfinder. Bekanntheit erlangte er auch durch seine 34 Amerika-Reisen[7]

### Ehrenbürger
- Anton Rosenberg (1847–1941), Unternehmer und Begründer der Birkigter Rolloindustrie

## Sehenswürdigkeiten
- Gehöft Nr. 24 mit kunstvollen Giebeln, Denkmal
- Bauernhaus Nr. 22 mit kunstvollen Giebeln, Denkmal
- In den Feuchtwiesen bei Březová gibt es ein geschütztes Vorkommen von Rundblättrigem Sonnentau